# Pilea ekmanii
Pilea ekmanii är en nässelväxtart som beskrevs av Ignatz Urban. Pilea ekmanii ingår i släktet pileor, och familjen nässelväxter. Inga underarter finns listade i Catalogue of Life.